# Polykleitos

Socha Doryforos od Polykleita je příkladem klasického řeckého sochařství, zobrazuje svalnatého bojovníka, který původně držel v ruce kopí (římská kopie)

Polykleitos z Argu (řecky Πολύκλειτος) byl antický řecký sochař, mladší vrstevník Feidia, činný od poloviny do konce 5. století př. n. l. Vynikl zejména jako tvůrce bronzových soch vítězných atletů, eventuálně bohů.

## Dílo
Polykleitos vytvořil mnoho soch, které jsou příkladem klasického antického umění. Zobrazuje především atlety, které jsou v kontrapostu, dodržují Polykleitův kánon.
- Doryforos – svalnatý bojovník, který původně držel v ruce kopí
- Diadumenos – vítěz atletické soutěže, zvedající ruce, aby si nasadil diadém (ruce se nedochovaly)
- Diskoforos – muž, který v ruce drží disk určený pro sportovní disciplínu hod diskem

## Kánon
Polykleitos vytvořil proporční kánon, vzor a pravidla pro zobrazování mužského těla. Za jeho dokonalou ukázku byla již ve starověku pokládána jeho socha Doryfora, mladíka nesoucího kopí. Polykleitos svůj proporční systém teoreticky vyložil v do dnešní doby nezachovaném spisu. Základními znaky Polykleitova kánonu jsou:
- hlava 1/7 výšky postavy
- důsledné využití kontrapostu – vztahu volné a opěrné nohy
- kontrapostu odpovídající pohyb ramen a paží
- naklonění hlavy